# Jerónimo de Lainza
Jerónimo de Lainza o de la Inza fue un conquistador castellano, capitán y alcalde, así como uno de los 177 expedicionarios sobrevivientes que llegaron a territorio muisca y que con el conquistador Gonzalo Jiménez de Quesada al mando fundaron el Nuevo Reino de Granada (hoy Colombia) y de Santafé de Bogotá, ciudad de la cual fue el primer Alcalde junto con Juan de Arévalo en 1539.
Vino en el segundo viaje de Gonzalo Jiménez de Quesada, siendo uno de sus oficiales.Le correspondió actuar en las inhóspitas y selváticas zonas del Magdalena y le tocó abrir caminos a la orilla del mismo hasta el Casanare con ayuda del conquistador Pedro Barranco.
En 1552 fue llamado de Santa Marta al Cabo de la vela por Alonso Luis de Lugo, quien se encontraba preparando la expedición al Nuevo Reino.